# 미켈리 (라트비아의 기념일)
미켈리(라트비아어: Miķeļi)는 라트비아에서 매년 9월 말 수확과 풍요로움의 신인 유미스를 위한 추수 감사제이다.
미켈리는 라트비아의 가을 춘분이자 연례 수확 축제이자 시장이다. 라트비아어 "Miķeļi dainas"는 훌륭하고 부유한 남편을 가을 수확 숙성과 관련된 빵의 아버지라고 불렀다. 다른 지역에서는 미켈리 축하 행사를 Mīkaļiem 또는 Mīklāli라고도 불렀지만 다른 가정에서는 Sila Miķelis, Miega Miķelis 및 Miega Mača 등으로 불렀다. 옛 역법에 따르면 이 명절은 밤의 길이와 낮의 길이가 같은 추분(9월 21~23일경) 즈음에 기념된다.
이 휴일의 라트비아 이름은 Apjumības 또는 Appļāvības이다. 그 이유는 이 날이 곡물을 수확할 수 있는 마지막 날이었기 때문이다. 밀레디에나(Miķeļdiena)의 특징적인 이교도 의식은 농부들이 내년에 밭의 비옥함을 보장하기 위해 노력하는 주미스(Jumis)를 찾는 것이다. 미켈리의 집은 소나무 숲의 모래 토양으로 간주되었다. 왜냐하면 그가 숲의 부를 수집하는 사람들을 보호한다고 표현했기 때문이다.